# Maura Clarke
Maura Clarke, née le 13 janvier 1931 à New York et morte le 2 décembre 1980 au Salvador, est une religieuse catholique américaine qui fut assassinée avec d'autres missionnaires par des escadrons de la mort, en décembre 1980 pendant la guerre civile du Salvador.

## Biographie
Maura Clarke est religieuse au sein de la branche féminine de Maryknoll, les Sœurs de Maryknoll de saint Dominique, fondées en 1912 pour les missions lointaines. Elle est envoyée en 1959 en Amérique centrale pour s'occuper des plus pauvres. Elle travaille au Nicaragua et au Salvador.
Le 2 décembre 1980 sœur Dorothy Kazel (ursuline) et Jean Donovan, missionnaire laïque engagée au sein des associés de Maryknoll, viennent chercher en voiture Maura Clarke et sa consœur Ita Ford à l'aéroport d'El Salvador. Celles-ci reviennent d'une conférence des missionnaires de Maryknoll qui a eu lieu à Managua et leur avion doit atterrir à 21 heures 11. Cinq hommes de la Garde nationale (La Guardia Nacionál) salvadorienne habillés en civil enlèvent les femmes au retour de l'aéroport dans un lieu isolé en plein air, les violent et les assassinent.
Des paysans témoins entendent des bruits de mitraillettes, suivis de coups de feu, et voient de loin cinq hommes s'enfuir avec le véhicule des missionnaires. On retrouve plus tard sa carcasse incendiée, sur le bord de la route de l'aéroport. Les corps des femmes sont retrouvés le lendemain matin par des habitants de la zone qui s'adressent aux autorités. Celles-ci leur ordonnent de les enterrer dans une fosse commune, non loin dans un champ. Quatre paysans les enterrent, mais préviennent leur curé, qui à son tour prévient l'évêque. La nouvelle atteint l'ambassadeur américain Robert E. White (en), le même jour. Les corps sont exhumés le 4 décembre et une messe est célébrée le lendemain par Mgr Arturo Rivera y Damas. Les corps de Jean Donovan et sœur Dorothée Kazel sont rapatriés aux États-Unis le lendemain, tandis que les deux sœurs de Maryknoll sont enterrées à Chalatenango au Salvador.

## Suites de l'affaire
La nouvelle étant devenue publique, l'opinion américaine demande au gouvernement de forcer le gouvernement salvadorien à enquêter. Une Commission de la vérité pour le Salvador (Comisión de la Verdad para El Salvador) est créée aux Nations Unies, pour déterminer les responsabilités. Quelques hommes de base de la Garde nationale comparaissent en procès et deux généraux de la Garde nationale sont attaqués en procès par les familles des victimes, devant les instances fédérales des États-Unis. Le président Jimmy Carter supprime toute aide au Salvador après cette affaire, cependant, sous la pression des milieux militaristes, la mesure est suspendue plus tard.
Le président Reagan poursuit son aide au régime salvadorien, dans sa lutte contre les révolutionnaires.
L'impression générale est que les missionnaires se sont retrouvées, après leur mort, otages de deux camps opposés, en pleine guerre civile. Selon les religieuses et les religieux de Maryknoll, qui s'appuient sur les conclusions de la commission des Nations unies pour le Salvador, le meurtre des quatre missionnaires a été commandité à l'avance et les ordres reçus d'en haut. Le chef de la Garde nationale et deux officiers chargés d'enquêter ont caché ou minimisé certains faits, couverts par quelques fonctionnaires américains. 
Finalement les hommes accusés sont condamnés à trente ans de prison en 1984. C'est la première fois dans l'histoire de ce petit pays que des militaires sont sanctionnés pour assassinat. Trois condamnés sur cinq sont libérés pour bonne conduite en 1998.
Le chef de la Garde nationale, le général Carlos Eugenio Vides Casanova (en), devient ministre de la défense du Salvador dans le gouvernement de José Napoleón Duarte. Lorsqu'à leur tour Vides Casanova et son comparse le général José Guillermo García émigrent aux États-Unis, ils sont attaqués en procès par les familles des victimes.

## Citations
- « Dieu est absolument présent dans Son absence apparente ».
- « Je considère que mon travail est une façon d'éveiller en réalité les consciences envers les victimes de l'injustice du monde d'aujourd'hui, c'est un moyen pour travailler au changement et au partage (...) du profond souci envers les souffrances du pauvre et de celui qui est en marge, envers les non-personnes de notre famille humaine ».
- « Ma peur de la mort est constamment mise au défi lorsque des enfants, d'adorables jeunes filles, et des vieillards sont assassinés par balles, ou pour certains tués à coups de machettes, et leur corps jetés sur les routes, avec interdiction pour les familles de les enterrer. Le Père tout-aimant doit certainement avoir préparé une nouvelle vie de joie et de paix inimaginables pour ces chers inconnus, ces martyrs non-fêtés ».
- « Si nous quittons ces gens alors qu'ils souffrent leur croix, comment notre parole peut-elle être crédible vis-à-vis d'eux ? Le rôle de l'Église est d'accompagner ceux qui souffrent le plus et de témoigner de notre espérance dans la Résurrection ».

## Source
- (en) Cet article est partiellement ou en totalité issu de l’article de Wikipédia en anglais intitulé « Maura Clarke » (voir la liste des auteurs).